# Chelsea (Iowa)
Chelsea ist eine Kleinstadt im Bezirk Tama County im US-amerikanischen Bundesstaat Iowa. Das U.S. Census Bureau hat bei der Volkszählung 2020 eine Einwohnerzahl von 229 ermittelt. Die Stadt liegt im  Tal des Iowa River und hat bei mehreren Überschwemmungen schwere Schäden erlitten.

## Geschichte
Anfang der 1860er-Jahre errichtete die Chicago, Iowa & Nebraska Railroad (CI&N) eine Bahnstrecke von Cedar Rapids Richtung Westen. Ende 1861 hatte die Strecke etwa einen Kilometer östlich des heutigen Orts Chelsea das Ostufer des Bachs Otter Creek erreicht, wo ein temporärer Bahnhof eingerichtet wurde. Beim Weiterbau Richtung Westen wurde die Station am heutigen Ort eingerichtet, wo eine kleine Siedlung entstand.
1862 wurde unter dem Namen Chelsea ein Postamt eingerichtet. Chelsea wurde 1863 formal gegründet und 1878 zur City erhoben. Es wurde nach Chelsea, Massachusetts, benannt; anderen Quellen zufolge direkt nach dem Londoner Stadtteil Chelsea.
Die CI&N wurde 1864 Teil der Chicago & North Western Railway (C&NW), die wiederum 1995 von der Union Pacific Railroad (UP) übernommen wurde. Für die C&NW und die UP ist die durch Chelsea führende zweigleisige Bahnstrecke eine wichtige Ost-West-Verbindung.
Chelsea liegt an der ursprünglichen Route des Lincoln Highway, der dort unter der Bezeichnung E66 geführt wird und im Zuständigkeitsbereich des Countys liegt.

## Geografie
Chelsea liegt in der Überschwemmungsebene des Iowa River Valley und ist von Hügeln umgeben, die teilweise bewaldet sind.
Nach Angaben des United States Census Bureau hat die Stadt eine Gesamtfläche von 1,01 Quadratmeilen (2,62 km2), allesamt Land.

## Bevölkerung
Nach der Volkszählung im Jahr 2010 lebten in Chelsea 267 Menschen in 94 Haushalten und 60 Familien. Die Bevölkerungsdichte betrug 102,1 Einwohner pro Quadratkilometer.
Das Durchschnittsalter in der Stadt lag bei 30,8 Jahren. 29,6 % der Einwohner waren unter 18 Jahre alt; 12,7 % waren zwischen 18 und 24 Jahre alt; 25,1 % waren zwischen 25 und 44 Jahre alt; 20,9 % waren zwischen 45 und 64 Jahre alt; und 11,6 % waren 65 Jahre oder älter. 48,3 % der Bevölkerung waren weiblich.